# Eurovision Magic Circus Show 2010
Eurovision Magic Circus Show 2010 (ook: Magic Circus Show 2010) was de eerste editie van de Eurovision Magic Circus Show en werd georganiseerd in het najaar van 2010 in Genève, Zwitserland.

## Format
De deelnemende landen zonden elk een delegatie naar de circusshow. De circusartiesten moesten tussen de zes jaar en vijftien tien jaar oud zijn. In totaal waren er meer dan 60 deelnemers over de zes deelnemende landen. Ook was er een live orkest aanwezig die zorgden voor de muziek tijdens de acts.

## Gastland
Het festival vond plaats in een circustent van Circus Pajazzo in Chêne-Bougeries, onderdeel van het kanton Genève in Zwitserland.

## Deelnemende landen
Zes omroepen maakten bekend om deel te nemen aan de show. Dit waren: België, Frankrijk, Nederland, Portugal, Rusland en gastland Zwitserland.
België was verantwoordelijk voor twee acts. Nederland nam drie acts voor haar rekening.

## Deelnemers
| Volgorde | Land        | Artiest          | Act                  |
| -------- | ----------- | ---------------- | -------------------- |
| 1        | Rusland     | Nikulin's Duet   | Acrobatiek           |
| 2        | Nederland   | Kim & Siard      | Gymnastiek           |
| 3        | Frankrijk   | Baptiste         | Eenwieler            |
| 4        | Zwitserland | Leila            | Gymnastiek           |
| 5        | Portugal    | Sofia            | Gymnastiek           |
| 6        | Zwitserland | Mirko            | Illusionist          |
| 7        | Rusland     | Pink Flamingo    | Gymnastiek           |
| 8        | België      | Belgian Cabaret  | Acrobatiek           |
| 9        | Rusland     | Air Equilibrits  | Acrobatiek           |
| 10       | Zwitserland | Frédérik         | Diabolo              |
| 11       | Frankrijk   | Laurane & Margot | Ritmische gymnastiek |
| 12       | Frankrijk   | Constance        | Acrobatiek           |
| 13       | Nederland   | Nigel            | Jongleren            |
| 14       | Portugal    | Alfonso & Bruna  | Illusionist          |
| 15       | Nederland   | Selina           | Gymnastiek           |
| 16       | België      | Manon & Stien    | Gymnastiek           |
| 17       | Rusland     | Dzhigite         | Acrobatiek           |

## Uitzendingen
| Land                    | Omroep             |
| Deelnemende landen      | Deelnemende landen |
| ----------------------- | ------------------ |
| België                  | VRT                |
| Frankrijk               | France 3           |
| Nederland               | TROS               |
| Portugal                | RTP                |
| Rusland                 | Rusland-1          |
| Zwitserland             | RTS                |
| Niet deelnemende landen |                    |
| Wit-Rusland             | BTRC               |
| Canada                  | TV5 Canada         |
| Italië                  | RAI                |
| Slovenië                | RTVSLO             |
| Oekraïne                | NTU                |
| Wereldwijd              | TV5MONDE           |